# Chigualoco
Chigualoco es una localidad costera chilena, perteneciente a la comuna de Los Vilos, en la Región de Coquimbo. Se encuentra en la desembocadura del estero Chigualoco, a un costado de la Ruta 5 Norte. Al norte de la desembocadura se emplaza una caleta pesquera, y al sur se abre una playa. 

## Historia
Se han encontrado evidencias de la ocupación del valle de los esteros Chigualoco y Casuto ya durante el periodo arcaico de América, principalmente concentradas en el sector de desembocadura del estero Chigualoco. Se han descubierto vestigios del complejo Huentelauquén y evidencia alfarera de contextos tardíos e históricos tempranos.
Francisco Solano Asta-Buruaga y Cienfuegos escribió en 1899 en su obra póstuma Diccionario Geográfico de la República de Chile sobre la desembocadura:
Chigualoco (Ensenada de).-—Internación de corto fondo y de ancha abertura al O. que se forma en la costa del departamento de Petorca por los 31° 44' y 48" Lat. En el extremo ó ángulo nordeste deja un surgidero medianamente abrigado, llamado caleta de su nombre, é inmediato al E. el fundo de la misma denominación; y en la extremidad sur otra caleta que dicen Boca del Barco, por donde desemboca en la ensenada un cauce casi seco de río. El nombre es de las palabras chigua, un fardo ó lío, y loco, un marisco.
Hacia 1983 se instaló la caleta de pescadores de Chigualoco, lugar que concentra buena parte de la actividad pesquera artesanal del sector. Sus paisajes han inspirado las obras «El tesoro de Chigualoco», de Saúl Schkolnik, y «La Mar» de Ignacio Balcells. La caleta actual fue construida en el año 2000, aunque existe un proyecto de mejoramiento de la misma.

## Descripción

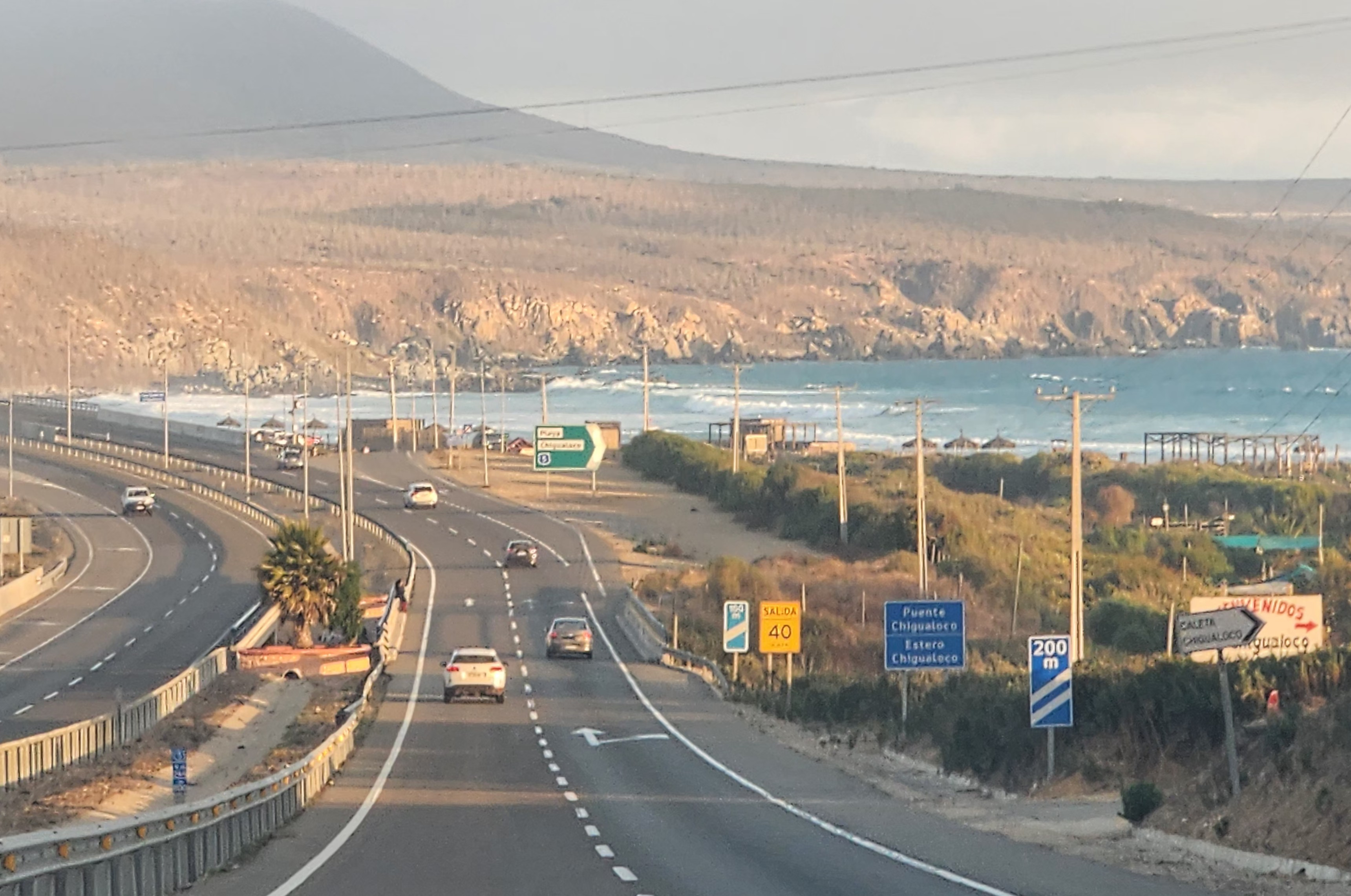
Vista de la caleta y playa Chigualoco desde la Ruta 5 Norte

Chigualoco se encuentra a 24 km al norte de la ciudad de Los Vilos, en el punto kilométrico 245 de la ruta 5 Norte. Se ubica entre las llamadas Punta Mula Muerta y Punta Rinconada, y corresponde a un amplio terreno litoral situado justo bajo la desembocadura del estero homónimo, donde se forma un humedal costero, donde se han registrado especies como el cisne coscoroba y el coipo.
La playa presenta arenas claras con fuerte oleaje siendo peligroso bañarse al ser un borde costero con presencia de roqueríos en sus extremos. De la costa se recolectan principalmente locos y lapas, así como las algas Macrocystis pyrifera (huiro) y Lessonia trabeculata (huiro palo).